# Střelná
Střelná település Csehországban, Vsetíni járásban. Střelná Horní Lideč, Francova Lhota és Študlov településekkel és a Szlovákiában található Puhói járással határos. Lakosainak száma 550 fő (2024. január 1.).

## Népesség
A település lakosságának változását az alábbi diagram mutatja:
| Lakosok száma | 549  | 596  | 705  | 663  | 717  | 625  | 587  | 574  | 573  | 550  |
|               | 1869 | 1890 | 1921 | 1950 | 1980 | 2001 | 2017 | 2019 | 2022 | 2024 |